# Первый дивизион России по пляжному футболу
Первый дивизион России по пляжному футболу — российское соревнование по пляжному футболу. Проводится ежегодно начиная с 2018 года. В турнире принимают участие 14 команд. Действующим победителем является команда «Центральный Парк» (Ростов-на-Дону). Трижды победителем турнира становилась московский «Росич»

## История
Турнир впервые был разыгран в 2018 году и прошёл в рамках вторых Московских пляжных игр с 30 мая по 3 июня. В первом розыгрыше Первенства России по пляжному футболу сыграли шесть команд — московские «Строгино» и «Росич», «Альянс» и «Фарм Ганнерс» из Санкт-Петербурга, самарский «Спутник» и балтийский «Кронштадт-Променад». Участники были разделены на две группы, откуда две лучшие команды вышли в полуфинал. По регламенту турнира команды не могут заявить на турнир иностранцев либо игроков Суперлиги. В итоге победу в финальной игре против «Кронштадт-Променада» праздновали футболисты «Росича» (4:3).
Во втором розыгрыше количество участвующих команд увеличилось до восьми. Победу на турнире одержали представители «Кронштадт-Променада», которым за это достижение было присвоено звание «Кандидатов в мастера спорта» по футболу.
Третий розыгрыш собрал уже 14 клубов, но следующие два года к участию было допущено 12 коллективов, пока в 2023 году количество участников не вернулось к 14 командам.

## Участники
Команды, принимавшие участие в Первом дивизионе России по пляжному футболу в сезоне 2025 года:
- «Бага 7» (Санкт-Петербург)
- «Звезда» (Рыбинск)
- «Звёзды Динамо» (Курган)
- «Краснодар-ЮМР» U-21 (Краснодар)
- «Локомотив» U-21 (Москва)
- «Малахит» (Пермь)
- «Паритет» (Тюмень)
- «Пляж» (Санкт-Петербург)
- РНИМУ (Московская область)
- «Росич» (Москва)
- «Центральный Парк» (Ростов-на-Дону)
- ЦСКА-2 (Москва)
- Сборная Санкт-Петербурга (Санкт-Петербург)
- ЭЛМОНТ (Королёв)
- ПСК (станица Динская, Краснодарский край)
- «Строгино-м» (Москва).

## Результаты
| Год  | Место проведения | Уч. | 1 место                           | 2 место                       | 3 место                           |
| ---- | ---------------- | --- | --------------------------------- | ----------------------------- | --------------------------------- |
| 2018 | Москва           | 6   | Росич (Москва)                    | Кронштадт-Променад (Балтийск) | Строгино (Москва)                 |
| 2019 | Москва           | 8   | Кронштадт-Променад (Балтийск)     | Люкс (Санкт-Петербург)        | Строгино (Москва)                 |
| 2020 | Москва           | 14  | Росич (Москва)                    | Ника (Ростов-на-Дону)         | Лекс (Санкт-Петербург)            |
| 2021 | Москва           | 12  | Росич (Москва)                    | Кронштадт-Променад (Балтийск) | Ника (Ростов-на-Дону)             |
| 2022 | Москва           | 12  | Ника (Ростов-на-Дону)             | Росич (Москва)                | Пантеры (Лобня)                   |
| 2023 | Москва           | 14  | Центральный Парк (Ростов-на-Дону) | Кронштадт-Променад (Балтийск) | Строгино-2 (Москва)               |
| 2024 | Москва           | 16  | Спартак (мол.) (Москва)           | Балтика К-П (Балтийск)        | Центральный Парк (Ростов-на-Дону) |

## Награды
| Год  | Лучший вратарь                         | Лучший игрок                           | Лучший бомбардир                                                              |
| ---- | -------------------------------------- | -------------------------------------- | ----------------------------------------------------------------------------- |
| 2018 | Кирилл Кириллов (Росич)                | Мишель Меликов (Росич)                 | Владислав Чуприков (Строгино, 7 голов)                                        |
| 2019 | Артём Мищенко (Строгино)               | Александр Сыркин (Кронштадт-Променад)  | Вадим Багринец (Альянс, 10 голов)                                             |
| 2020 | Кирилл Кириллов (Росич)                | Степан Сурмило (Ника)                  | Степан Сурмило (Ника, 13 голов).                                              |
| 2021 |                                        | Рустам Шахмельян (Росич)               | Борис Стальмахов (Крылья Советов-2, 16 голов)                                 |
| 2022 | Максим Роговский (Ника)                | Дмитрий Яснов (Пантеры)                | Иван Востриков (Пантеры, 13 голов)                                            |
| 2023 | Максим Миколайчук (Кронштадт-Променад) | Роман Туханцев (Центральный парк)      | Игорь Житецкий (Спутник, 16 голов)                                            |
| 2024 | Максим Миколайчук (Балтика К-П)        | Дмитрий Вербенко (Спартак-мол. Москва) | Артём Чистяков (Фарм Ганнерс, 10 голов), Александр Кириллов (Росич, 20 голов) |

## Лучшие команды
| Команда                           | Число побед          | 2-е место                  | 3-е место      |
| --------------------------------- | -------------------- | -------------------------- | -------------- |
| Росич (Москва)                    | 3 (2018, 2020, 2021) | 1 (2022)                   |                |
| Центральный Парк (Ростов-на-Дону) | 2 (2022, 2023)       | 1 (2020)                   | 2 (2021, 2024) |
| Кронштадт-Променад (Балтийск)     | 1 (2019)             | 4 (2018, 2021, 2023, 2024) |                |
| Спартак-мол. (Москва)             | 1 (2024)             |                            |                |
| Люкс (Санкт-Петербург)            |                      | 1 (2019)                   |                |
| Строгино (Москва)                 |                      |                            | 2 (2018, 2019) |
| Пантеры (Лобня)                   |                      |                            | 1 (2022)       |
| Лекс (Санкт-Петербург)            |                      |                            | 1 (2020)       |
| Строгино-2 (Москва)               |                      |                            | 1 (2023)       |